# Paolo da Viterbo
Paolo da Viterbo (né à Viterbe, alors dans les États pontificaux et mort en Allemagne) est un pseudo-cardinal italien du XIVe siècle créé par l'antipape de Pise Nicolas V. Il est membre de l'ordre des franciscains.

## Biographie
L'antipape Nicolas V le crée cardinal lors du consistoire du septembre 1328.  Il reste  toujours loyal à l'antipape et se réfugie enfin en Allemagne.

## Sources
- Fiche du cardinal sur le site fiu.edu